# Gaël Faye
Gaël Faye (Bujumbura, Burundi, 1982) is een zanger, rapper, singer-songwriter en auteur van Frans-Rwandese afkomst, geboren als zoon van een Franse vader en een Rwandese moeder.

## Biografie

### Levensloop
In 1995 verhuisde het gezin naar Frankrijk vanwege de burgeroorlog tussen de Hutu's en de Tutsi's. Hij bracht zijn jeugd door in het departement Yvelines, waar hij kennis maakte met de wereld van de rap en de hiphop.
Hij studeerde aan een école de commerce en behaalde een master. Later ging hij gedurende twee jaar bij een investeringsfonds werken in Londen. Vervolgens verliet hij Londen om van muziek en schrijven zijn beroep te maken. In zijn jeugd had hij immers de rap en de hiphop ontdekt.
Later verhuisde hij naar de Rwandese hoofdstad Kigali, waar hij samen met zijn vrouw en twee kinderen leeft.

### Carrière als rapper
In 2008 richtte Gaël Faye de hiphopgroep Milk Coffee and Sugar op, samen met Edgar Sekloka alias Suga. In 2009 bracht de groep een gelijknamig album uit dat gunstig ontvangen werd.
In 2013 bracht hij zijn eerste soloalbum uit, genaamd Pili Pili sur un croissant au beurre. Voor dit album kreeg hij de Prix Charles-Cros des lycéens (2012-2014) vand de nieuwe Franse chanson.
Verder werkte samen met onder meer Mulatu Astatke, Ben l’Oncle Soul, Flavia Coelho en Christophe Maé.

### Carrière als auteur
In augustus 2016 publiceerde Grasset zijn debuutroman Petit Pays, die goed onthaald werd. Naast zijn nominatie voor de Prix Goncourt werd hij onder meer beloond met de volgende Franse literatuurprijzen:
- Prix du roman FNAC
- Prix du premier roman français
- Prix Goncourt des lycéens
- Prix du roman des étudiants France Culture-Télérama

Op 5 september 2017 werd deze roman in Nederlandse vertaling gepubliceerd bij uitgeverij Hollands Diep, met als titel Klein land. Het is het verhaal van Gaby, een kleine Burundees, zijn ouders en zijn zus. Het kleine land wordt een oorlogstoneel, door de strijd tussen de Hutu's en Tutsi's.

## Discografie

### Albums
- Pili-Pili sur un croissant au beurre (2013)
- Rythmes et Botanique (2017)

## Publicaties

### Romans
- Petit Pays (2016). Nederlandse vertaling: Klein land. Vertaald door Liesbeth van Nes. Hollands Diep, 2017.
- Jacaranda (2024).